# Xadda

La xadda (àrab: شدّة, xadda, etimològicament ‘intensificació, èmfasi, reforç’) o taxdid (àrab: تشديد, taxdīd, etimològicament ‘enfortiment, consolidació; èmfasi’) és un grafema auxiliar de l'alifat que indica la geminació o quantitat llarga de la consonant sobre la qual va escrit.
És un dels signes diacrítics (harakat) que utilitza l'alfabet àrab per marcar una consonant llarga o geminada. Funcionalment, és equivalent a l'escriptura duplicada de les consonants que s'utilitza en gran quantitat d'idiomes europeus, i així se sol transliterar. Per exemple: عمّان, ʿAmmān àrab: عمّان, ʿAmmān, ‘Amman’; رُمَّان, rummān, ‘magrana’; كُتَّاب, kuttāb, ‘escriptors’. La mateixa paraula xadda (شدّة) inclou una xadda, per la duplicació de la lletra d (dal).
Cal dir que el grafema de la vocal /i/ (kasra) pot escriure's baix del grafema de quantitat consonàntica, en lloc de fer-ho baix de la consonant afectada.
En la literatura aljamiada es va utilitzar per a crear fonemes inexistents en àrab, com ara Ñ, P i Č.